# Whole Lotta Shakin' Goin' On
«Whole Lotta Shakin' Goin On» es una canción popularizada por el pianista y cantante estadounidense Jerry Lee Lewis. Fue publicada en 1957, llegando a ser un éxito mundial y siendo considerada en la actualidad como un clásico del rock and roll.

## Composición
El origen de la canción fue objeto de disputa entre el cantante Dave “Curlee” Williams y el pianista James Faye “Roy” Hall ya que ambos se atribuyeron la autoría. El 21 de marzo de 1955 la cantante Big Maybelle grabó la primera versión para la compañía Okeh Records. La canción aparecía fimada por D.C. Williams.
Roy Hall hizo una grabación en septiembre de 1955 para Decca Records y mantuvo que él la había escrito y registrado bajo el seudónimo de “Sunny David”. Sin embargo, en una “demo” de la grabación de Hall para Decca acredita a Dave Williams como único autor. 
Todas las grabaciones posteriores aparecieron fimadas por Dave Williams y Sunny David.

## Versión de Jerry Lee Lewis
El 27 de mayo de 1957, el cantante Jerry Lee Lewis decidió grabar la canción dándole un giro radical a los arreglos. Supervisado por el productor Jack Clement, Lewis añadió un explosivo ritmo de piano y una potente percusión además de una añadir una parte hablada.  Tiempo después Lewis declararía: "Sabía que iba a ser un éxito cuando la grabamos. A pesar de que al productor Sam Phillips no le gustaba el estilo atrevido y pensaba que era demasiado subida de tono”. Lo que realmente tenía bastante asustado a Sam Phillips era el alto contenido sexual de la letra que la hacía más propia del gusto del público negro, pero finalmente aceptó y la grabaron como cara B de un sencillo que incluía como tema principal a “It'll be me”.
"Whole Lotta shakin...'" fue tocada en vivo por primera vez en un bar de Arkansas el 22 de febrero de 1957 e impresionó tanto al público, que se dice que la tuvieron que repetir veinticinco veces en la misma noche. 
Aunque fue censurada en muchos programas de radio y televisión debido a su alto contenido sexual, excesivo para la sociedad de la época, la canción fue un rotundo éxito que catapultó a Jerry Lee Lewis a la cima de su fama, logrando vender cerca de seis millones de copias en todo el mundo.
Esta versión de Jerry Lee Lewis fue seleccionada en la posición 61 en el ranking de las 500 mejores canciones de todos los tiempos hecho por la revista Rolling Stones.

## Otras versiones
A lo largo de las últimas décadas han sido numerosos los artistas que han grabado versiones de “Whole Lotta shakin’ going On", Carl Perkins, Bill Haley, Conway Twitty, Chubby Checker, Little Richard o Wanda Jackson. Elvis Presley incluyó una fantástica versión en su aclamado álbum Elvis Country (1971). También ha formado parte del repertorio en directo de artistas como Johnny Winter, Johnny Hallyday, Elton John o Queen.